# Kurtine
Als Kurtine oder Mittelwall bezeichnet man seit dem 16. Jahrhundert im Festungsbau den Wall zwischen zwei Bastionen.

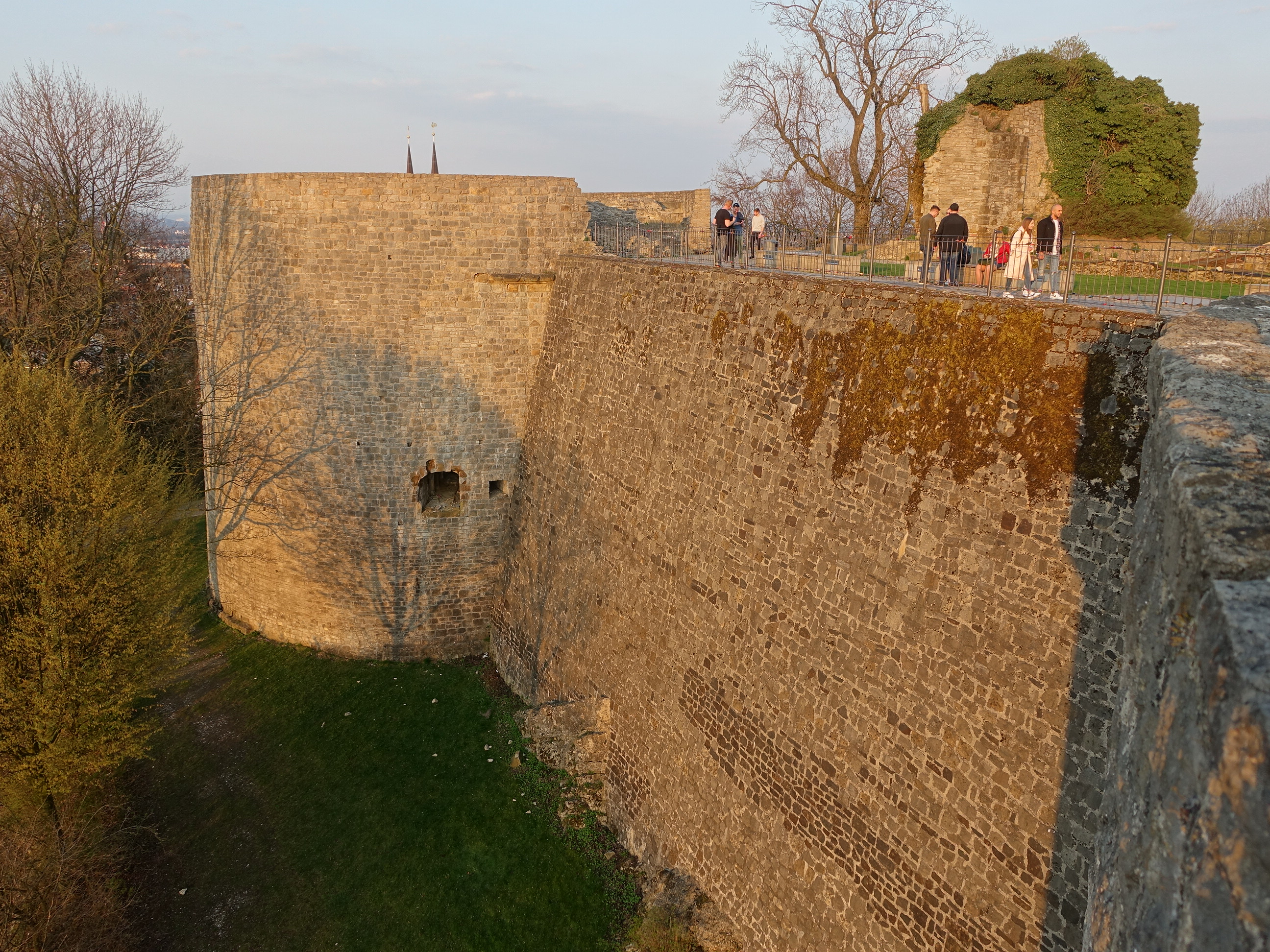
Geböschte Kurtine der Sparrenburg in Bielefeld

 Der Mittelwall ist in der Regel senkrecht, manchmal aber auch „geböscht“ (siehe Dossierung).

## Wortherkunft
Das deutsche Wort Kurtine ist von courtine abgeleitet, einem (älteren) französischen Wort für „Vorhang“ (ursprünglich ein zwischen zwei Pfeilern aufgehängter (Wand-)Vorhang); der große Bühnenvorhang im Theater heißt im Französischen ebenfalls courtine.
Das Wort Bastion leitet sich vom französischen bastione ab, das Stab bedeutet. Man denkt sich also den Mittelwall wie einen steinernen Vorhang, der zwischen die Bastione gespannt ist.

## Architektur
Neben Mittelwall wird auch der Begriff Zwischenwall verwendet, der jedoch den irrtümlichen Eindruck erwecken könnte, dass mit Zwischenwall ein dritter Wall zwischen zwei anderen Wällen gemeint sei.
In der Architektur wird die Fassade zwischen zwei Risaliten als „courtine“ bezeichnet. Das engl. Wort curtain, das sowohl Vorhang als auch Kurtine bedeutet, ist ebenfalls von frz. courtine abgeleitet. Das Wort kommt ursprünglich aber – wie auch das Wort „Bastion“ – aus dem Italienischen, in dem cortina „Vorhang“ und – daraus übertragen – „Kurtine“ bedeutet.
Der Begriff Courtine wurde später (ab dem 18. Jahrhundert) im übertragenen Sinn auch auf mittelalterliche und antike Wehrbauten (rück-)übertragen und daher versteht man heute darunter allgemein die Mauer bzw. den Wall von Befestigungsanlagen (aller Art) zwischen zwei flankierenden Anlagen wie etwa Türme, Basteien oder sonstigen Bollwerken.

### Länge
Die Länge einer Kurtine, d. h. der Abstand zwischen zwei benachbarten Bastionen, hängt im Allgemeinen von der Schussweite der Nahverteidigungswaffen (Bogen, Armbrust, Gewehr, leichtes Geschütz) ab, die die Verteidiger zum Zeitpunkt der Erbauung der Befestigungsanlage vornehmlich nutzten. Später rechnete man aber meist von der Flanke der einen Bastion bis zur Spitze der nächsten Bastion, weshalb, trotz steigender Reichweite der Gewehre (bzw. der Geschütze), die Kurtine im Laufe der Zeit immer schmaler (kürzer) wurde und in tenaillerten Befestigungsanlagen sogar ganz verschwand.

### Höhe
Die Höhe der Kurtine und das dafür benutzte Baumaterial (meist Erde, Holz oder Stein) hängen von mehreren Parametern ab, so dass es dafür keine allgemeinen Regeln gab. Generell gilt, dass mit wachsender Wirksamkeit der Belagerungsartillerie die Wälle immer niedriger wurden, dass sie aber trotzdem immer so hoch bleiben mussten, dass man von dort das davor liegende Glacis (gerade) noch überblicken konnte. Das verwendete Baumaterial für die Wälle richtete sich sehr stark nach den Waffen des mutmaßlichen Angreifers, dem regional vorhandenen Baumaterial und den finanziellen Möglichkeiten des Bauherrn. Vor der Erfindung der Sprenggranaten war (vor allem im nördlichen Teil Europas) die Errichtung der Wälle aus mit Gras bedeckter Erde beliebt, da diese die eisernen Vollkugeln der feindlichen Kanonen größtenteils ohne Wirkung „absorbierten“. Da sich schräge Erdwälle aber leichter erstürmen ließen, sollte deshalb zumindest der untere Teil des Festungsgrabens, vor allem aber die Contrescarpe (die Außenseite des Grabens), mit Stein ausgefüttert werden.

### Böschung (bzw. Dossierung)

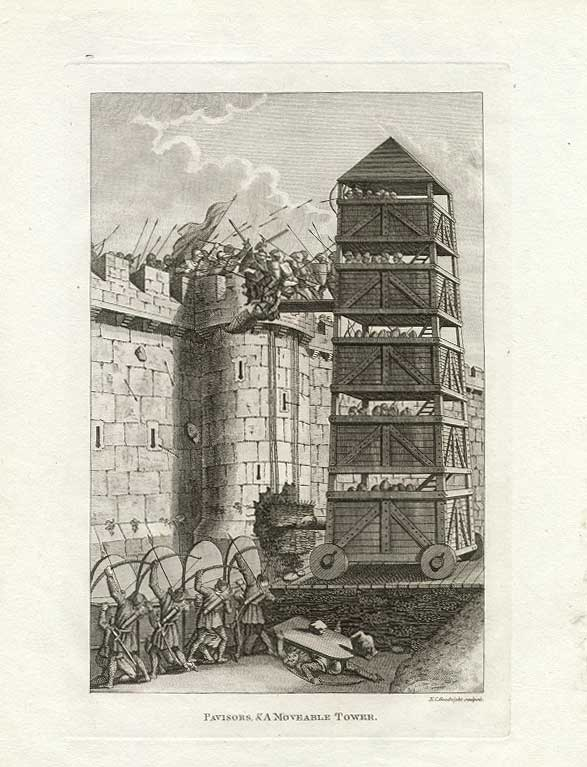
Belagerungsturm

Waren die früh- und hochmittelalterlichen Burgmauern – von wenigen Ausnahmen abgesehen (z. B. Château Gaillard) – nicht geböscht, begann man im ausgehenden Mittelalter – vor allem wegen des Einsatzes von beweglichen Belagerungstürmen auf der Angreiferseite – damit, den unteren Teil der Mauern abzuschrägen, wodurch die Belagerer auf Distanz gehalten werden sollten. Bei den Wehranlagen seit der Renaissance ist dies gängige Praxis, denn – obwohl die Belagerungstürme nach dem Bau von Böschungen oder Wassergräben schnell verschwanden – stellte man schnell fest, dass die Wirkung von steinernen (später eisernen) Kanonenkugeln durch geböschte Mauern stark gedämpft wurde.

### Tore
Im Gegensatz zu mittelalterlichen Wehrbauten, bei denen das Tor der Anlage bzw. der Stadt im Allgemeinen durch einen speziellen Torturm geführt wird, befindet es sich in den bastionären Befestigungsanlagen zumeist in der Mitte der Kurtine zwischen zwei Bastionen, die es von beiden Seiten flankieren. Zur Feindseite hin wird das Tor (fast) immer durch einen demi-lune (deutscher Name: Halbmond) oder einen Ravelin gedeckt.

### Kurtinenpunkt
Im Grundriss der Anstoß der Kurtine an die Bastion.